# 金属加工
| ヨーロッパのlacksmith（日本語で言う鍛冶屋） |  | ウズベキスタンのブハラの職人が金属板にタガネとハンマーで細工をほどこしているところ（2014年） |
| ヨーロッパのlacksmith（日本語で言う鍛冶屋） |  | ウズベキスタンのブハラの職人が金属板にタガネとハンマーで細工をほどこしているところ（2014年） |

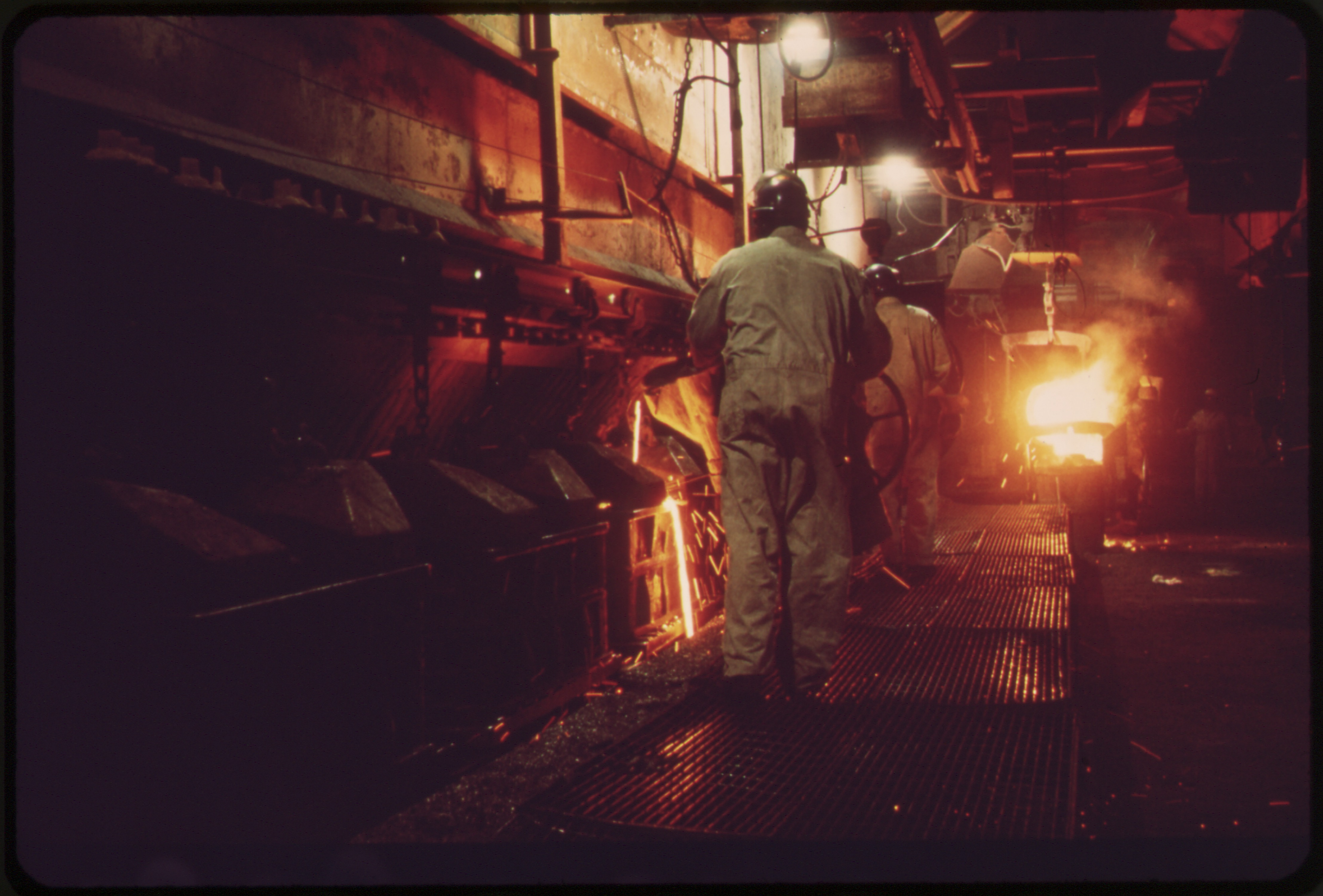
砂型鋳造による鋳物づくり。砂で作ったメス型に、熱して溶かした鉄を流し込んでいる。（米国デトロイトのフォード工場、1973年）

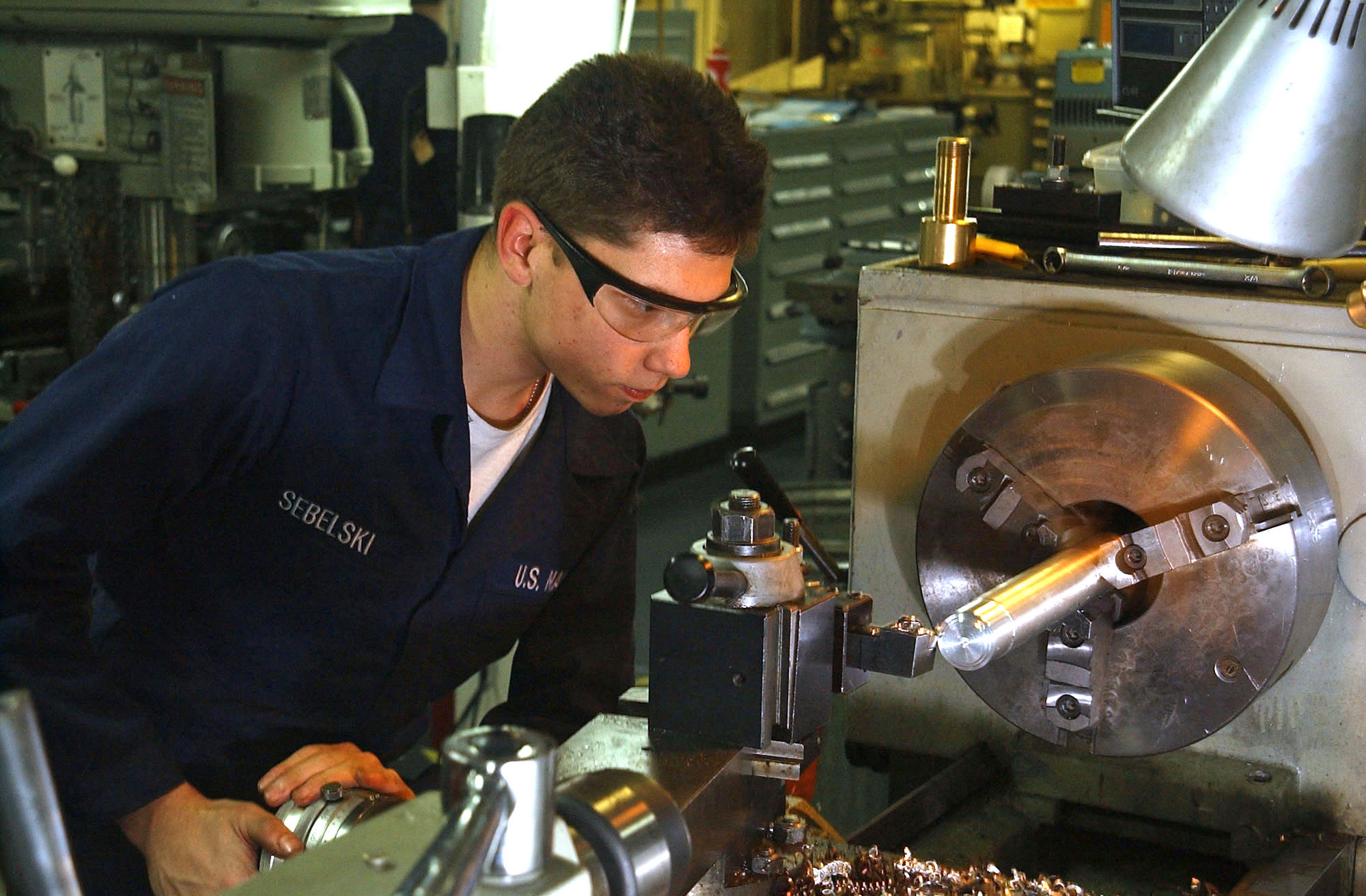
金属棒を旋盤で削っているところ。（2004年、米国海兵隊）

金属加工（きんぞくかこう、英: metal working）は、狭義には金属素材を加工すること。広義にはその前段階の金属素材の製造段階（鋳造や圧延など）を含む。本項では広義の金属加工を扱う。
金属加工は木工（木材加工）や石工（石材加工）などと対比される。

## 歴史
人類が最初に使い始めた金属は、天然金属のうち比較的発見しやすかった、金、銅、鉄だったと考えられている。
アイザック・アシモフは「最初の金属」は金だったのではないかと考えた。天然金は人々の目に留まりやすいことから、最初に利用された金属といわれている。また、鉄（天然鉄）は他の天然金属とは異なり、地球外からもたらされる隕石（隕鉄）として入手された。
一方、天然銅や銅化合物は鉱床が地表近くに存在しており、比較的簡単に手に入ったためよく利用された。

### 銅精錬の発見
新石器時代には鉱石から不純物を取り出す方法や、鉱石の外見から金属元素を含むかどうかは判断できなかった。鉱石から銅を取り出す精錬法が見つかるきっかけとして、調理用の窯が銅鉱床の上にあるいは銅鉱石で作られたことで偶然知られるようになったとされる。
紀元前4000年ごろにはシナイ半島の紅海付近で、くじゃく石を原料とし、木炭を還元剤、鉄鉱石をフラックスとする銅精錬が大規模に行われていた。
古代の鉱山の痕跡は中東の至るところで見つかっている。南アジアのメヘルガルでは、紀元前7000年から紀元前3300年にかけて金属加工が行われていた。

### 青銅器時代
銅鉱石は比較的手に入りやすく、石器と比べても見た目もよく加工も容易だったことから、銅は調理道具、装飾品、小型の道具類など広範に使われた。しかし、銅は柔らかいため、大型の道具類や武器には不向きだった。
紀元前4000年ごろになると銅に錫（スズ）を添加した合金の青銅が登場した。銅は合金にすると融点が下がり、広い温度領域で安定して溶けた状態となることから、型に流し込んで様々な形状に加工する鋳造が可能となった。

### 鉄器時代
紀元前2000年以降にはアナトリアのヒッタイト人が優れた鉄器文化を持っていた。この技術はヒッタイト人が征服した黒海沿岸に住むカリュベス族がマグネタイトや橄欖石を多く含んだ鉄鉱石で鉄を作り、叩いて加工する優れた鍛冶の技術を持っていたことに由来する。
紀元前1200年のアナトリア侵攻によるヒッタイトの衰退とともに、鉄の文化はヨーロッパなどに広がっていった。

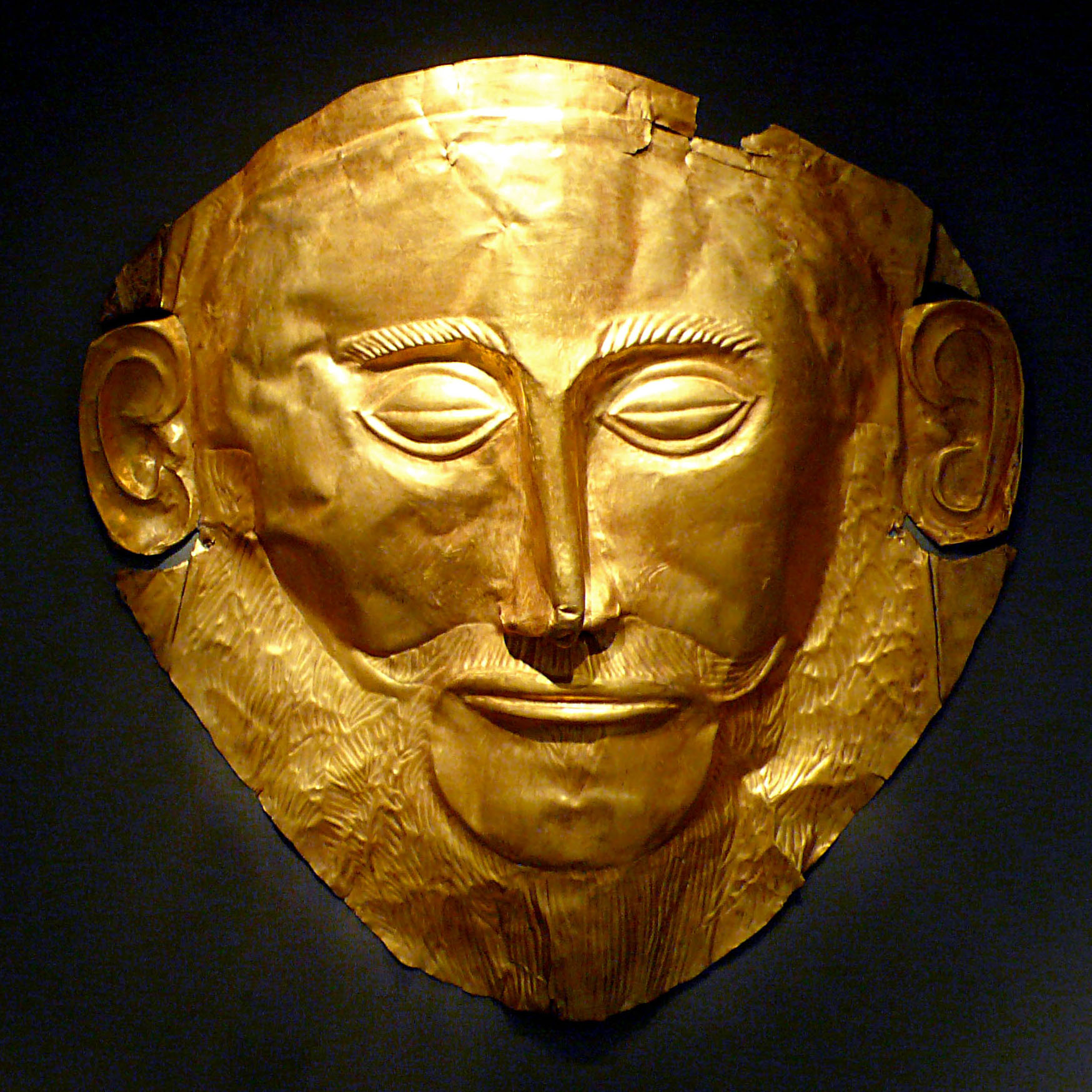
ミケーネの遺跡で見つかったアガメムノンのマスク。（紀元前1550～1500年ころに制作）
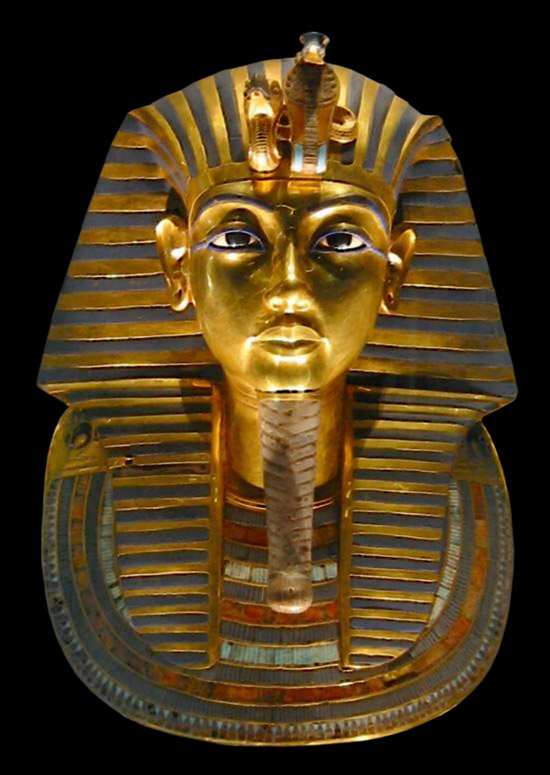
「ツタンカーメンの黄金マスク（英語版）」。黄金を材料にしてつくられている。（紀元前1323年）

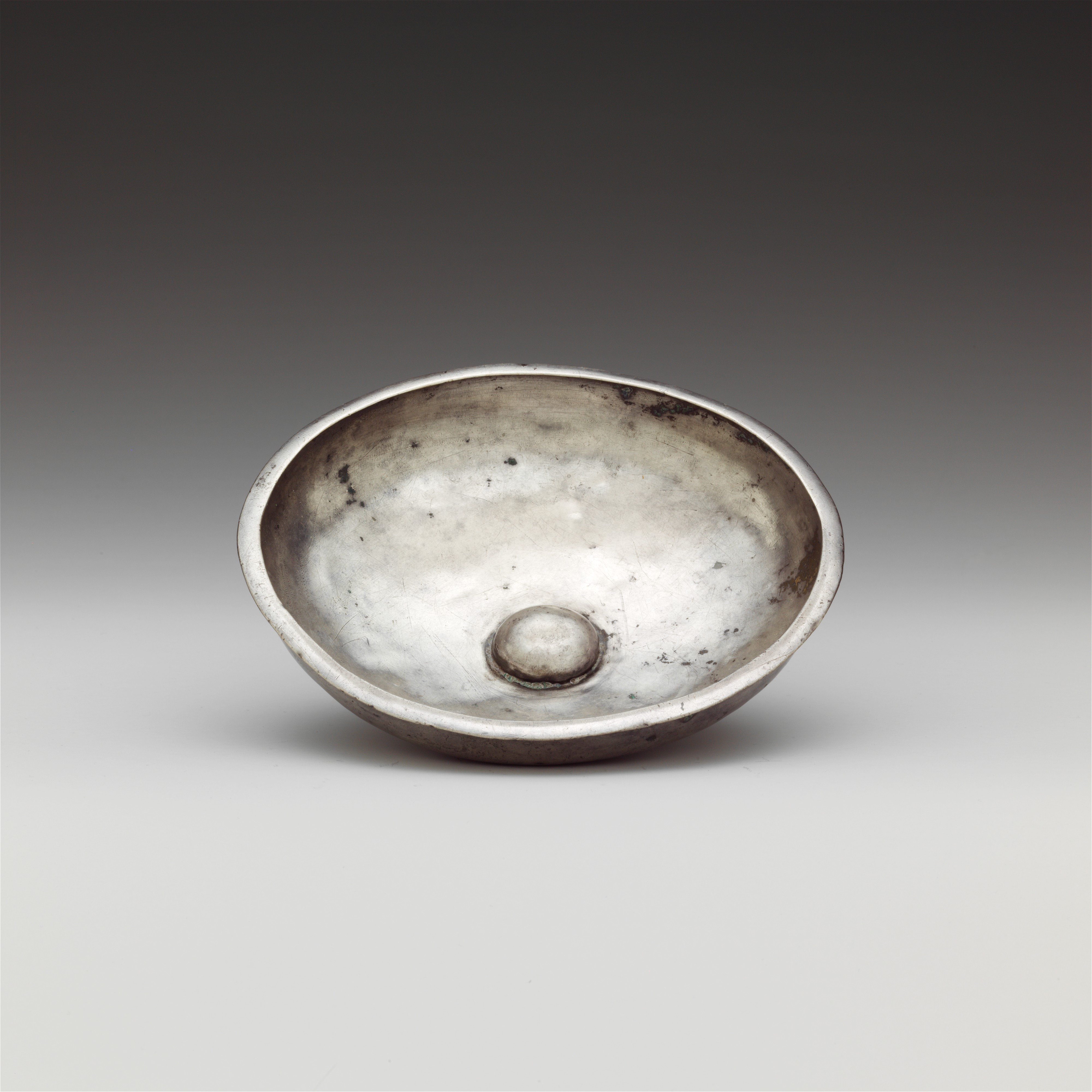
アナトリアの銀のパテラ（英語版）（紀元前2300-2000年ころ）
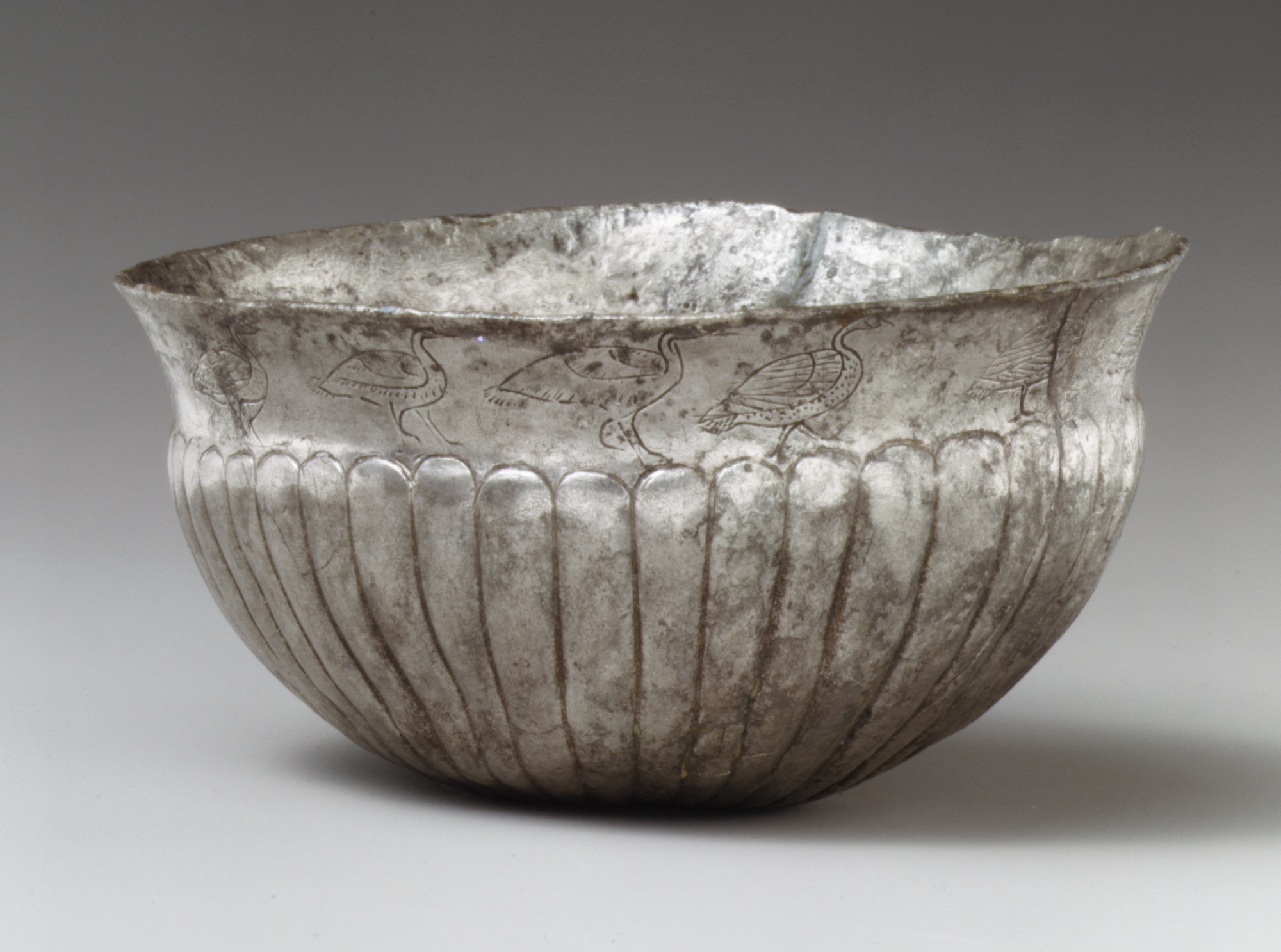
銀の器。鳥の模様を加工。紀元前5世紀ころ。
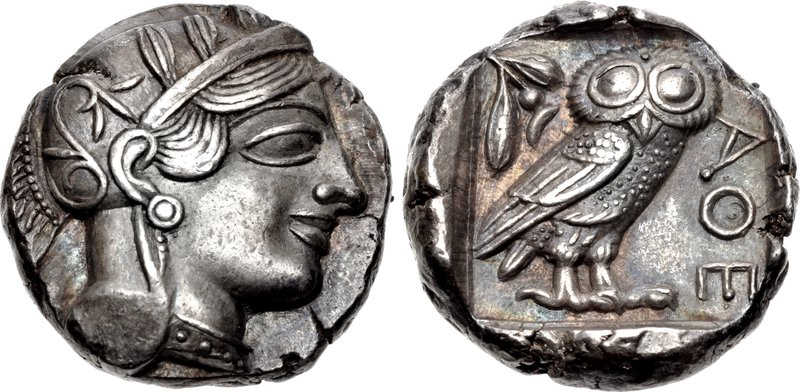
古代ギリシアのテトラドラクマ。（写真は紀元前454-404年ころのもの）

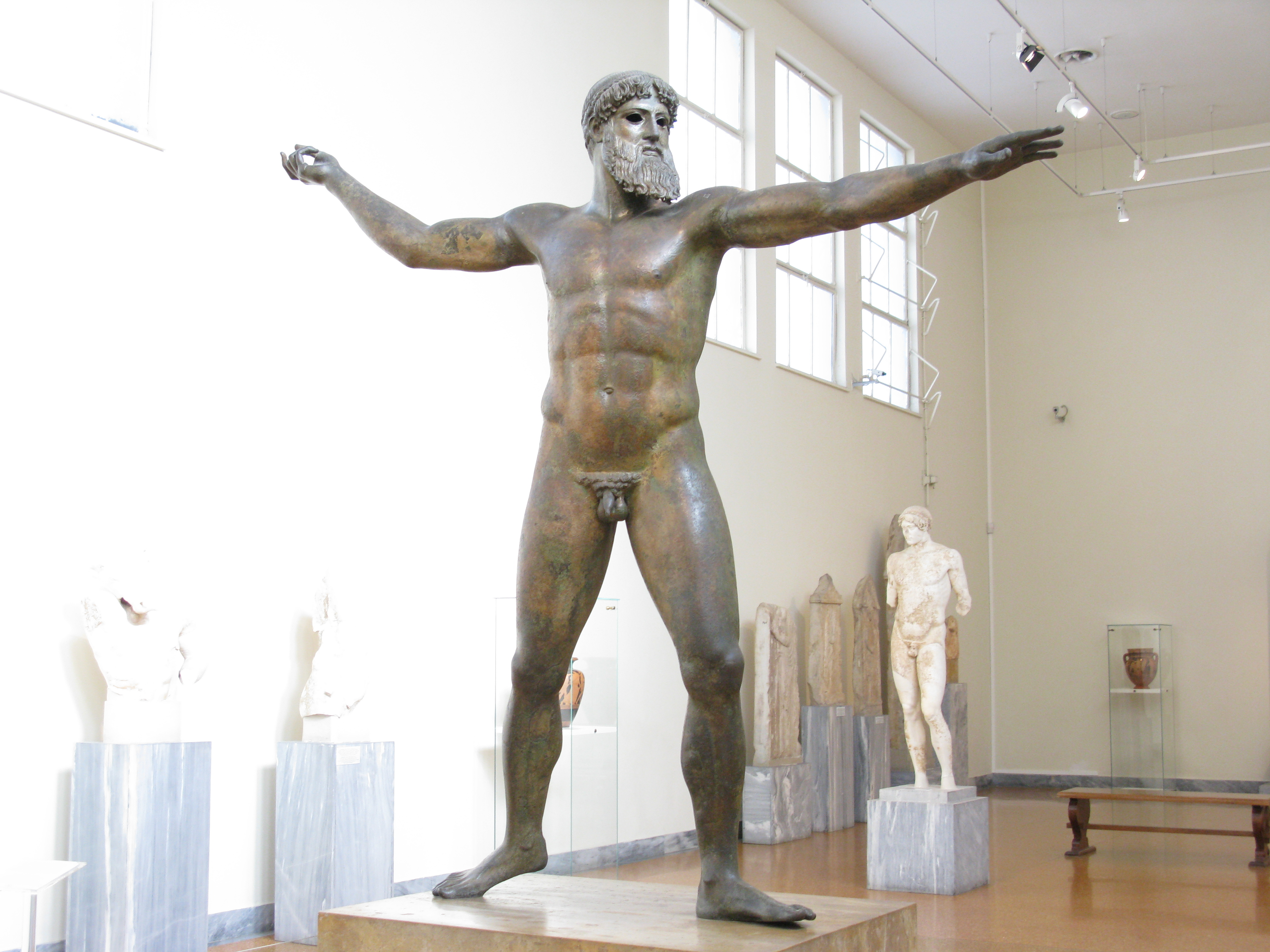
アルテミシオンのゼウス（英語版）ゼウスの銅像。（古代ギリシア、紀元前460年。）
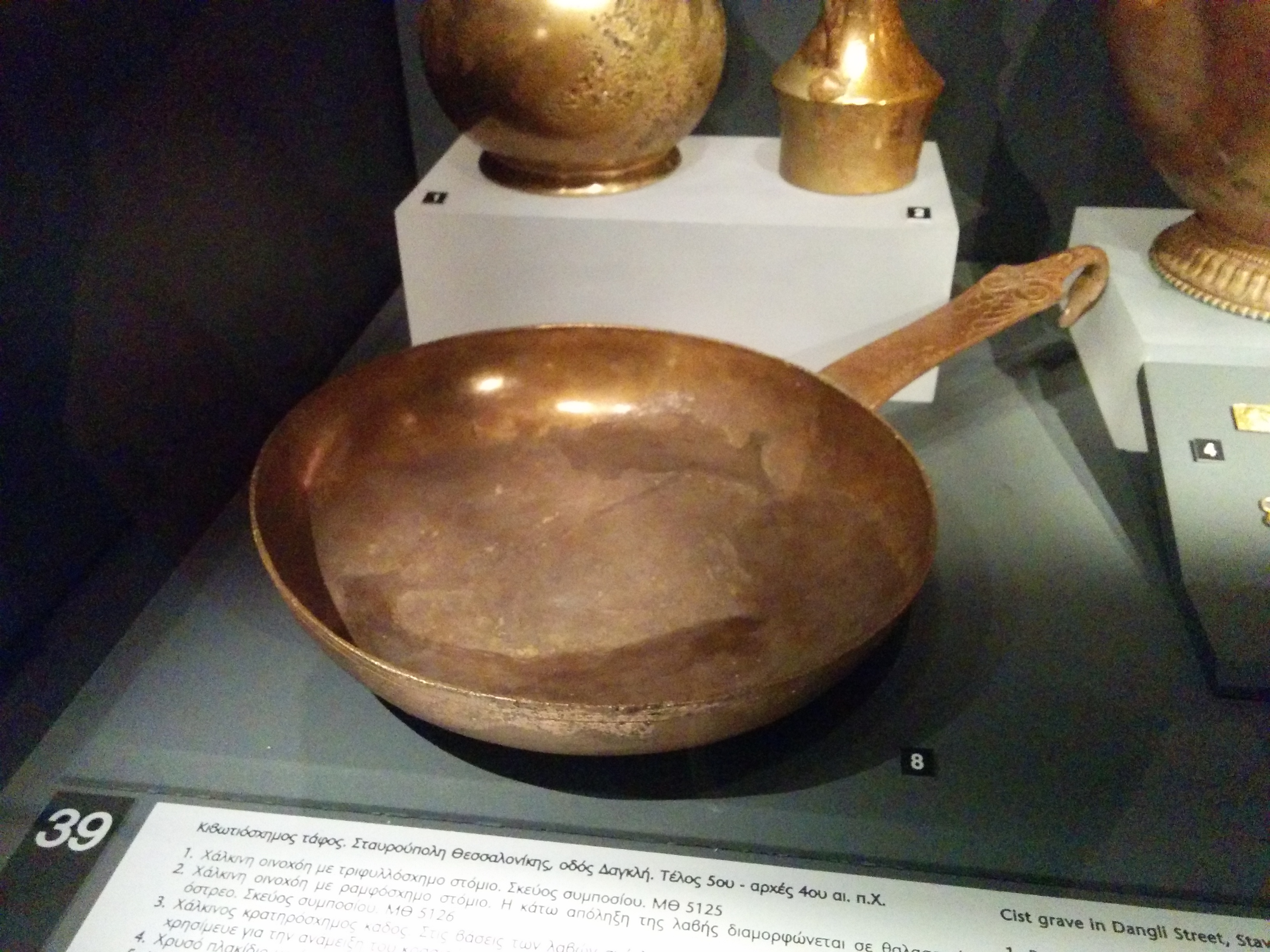
銅製フライパン。（テッサロニキ、紀元前5～4世紀ころ）

## 金属加工の種類
金属加工の分類法には次のようなものがある。

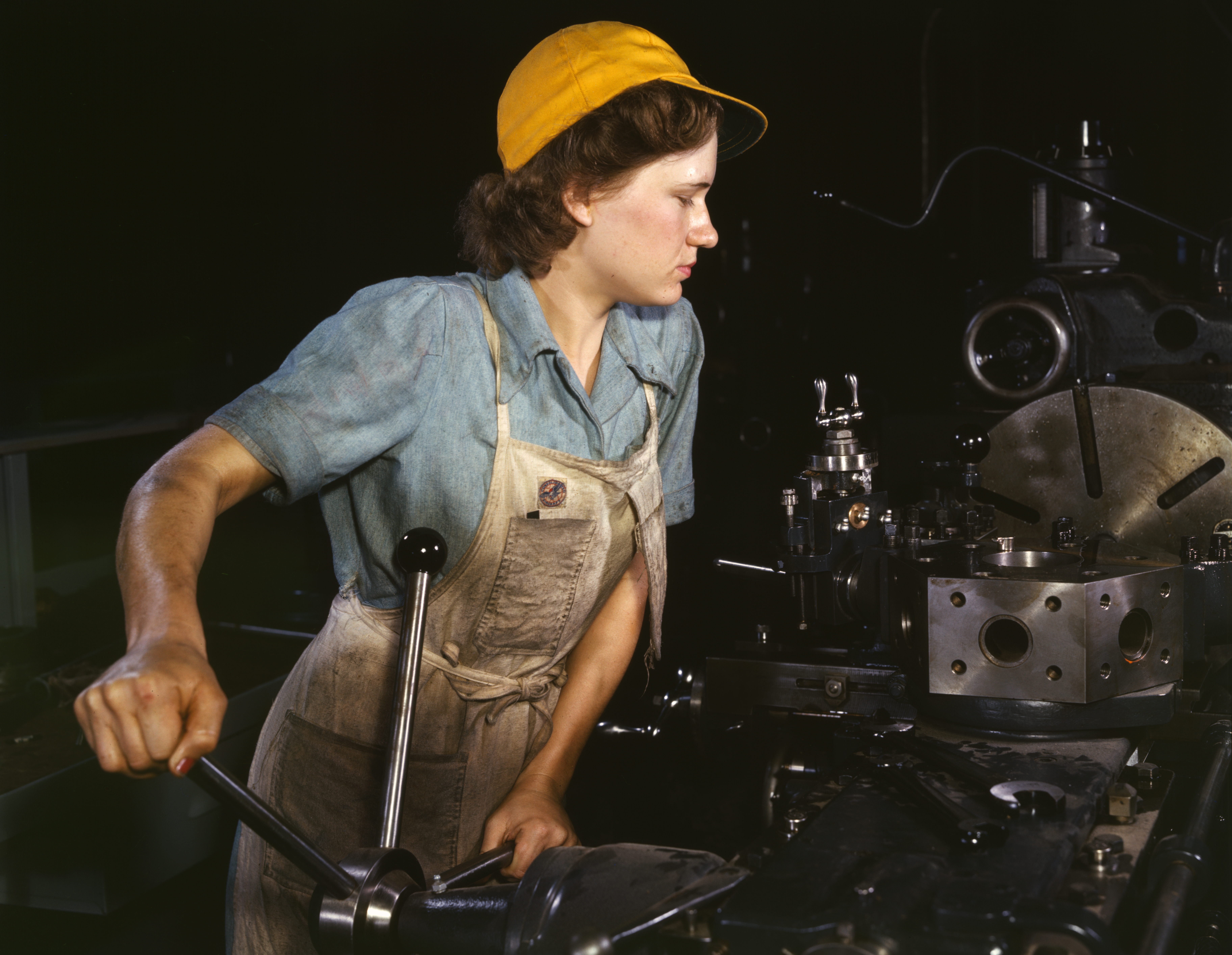
航空機工場で旋盤を操作する女性工員（1940年代、アメリカ）

- 金属加工を形状を変える金属加工と性質を変える金属加工に大別し、金属加工を形状を変える金属加工を機械加工、塑性加工、鋳造の3種類、性質を変える金属加工を熱処理と表面処理の2種類とする分類[6]
- 金属加工を、1.成形加工、2.除去加工、3.付加加工の3種類に大別してから細分する分類[7]
- 金属加工を、1.鋳造、2.切削・研削、3.溶接・溶断、4.塑性加工、5.特殊加工の5種類とする分類[8]
- 日本金属学会発行の「金属便覧」では、1.粉体加工、2.鋳造加工、3.溶接・接合、4.塑性加工、5.切削・研削に大別している[9]。

以下では成形加工、除去加工、付加加工の3分類に基づき述べる。
| 成形加工 | 鋳造     | 砂型鋳造、ダイカストなど。                                                   |
| 成形加工 | 塑性加工 | 圧延、押出し、冷間鍛造、熱間鍛造、絞り加工、せん断加工、曲げ加工など。       |
| 成形加工 | 粉末成形 | 圧縮成形、焼結、粉末射出成形など。                                           |
| 除去加工 | 切削加工 | 旋削、穴あけ、リーマ加工、中ぐり、ブローチ加工、フライス加工など。           |
| 除去加工 | 研削加工 | 平面研削、円筒研削、内面研削、芯なし研削、ホーニング、ラッピングなど。       |
| 除去加工 | 特殊加工 | 放電加工、レーザー加工、電子ビーム加工、超音波加工、化学研磨、電解研磨など。 |
| 付加加工 | 接合     | ガス溶接、アーク溶接、スポット溶接、拡散接合、ろう付け、接着など。           |
| 付加加工 | 熱処理   | 焼なまし、焼入れ、焼戻し、浸炭焼入れ、窒化処理など。                         |
| 付加加工 | 表面処理 | 電気めっき、化学めっき、陽極酸化、溶融めっき、溶射、塗装など。               |

### 成形加工
成形加工は型によって成形する方法で、鋳造、塑性加工、粉末成形が含まれる。型を用いるため同一製品を多量生産する場合に適している。

#### 鋳造

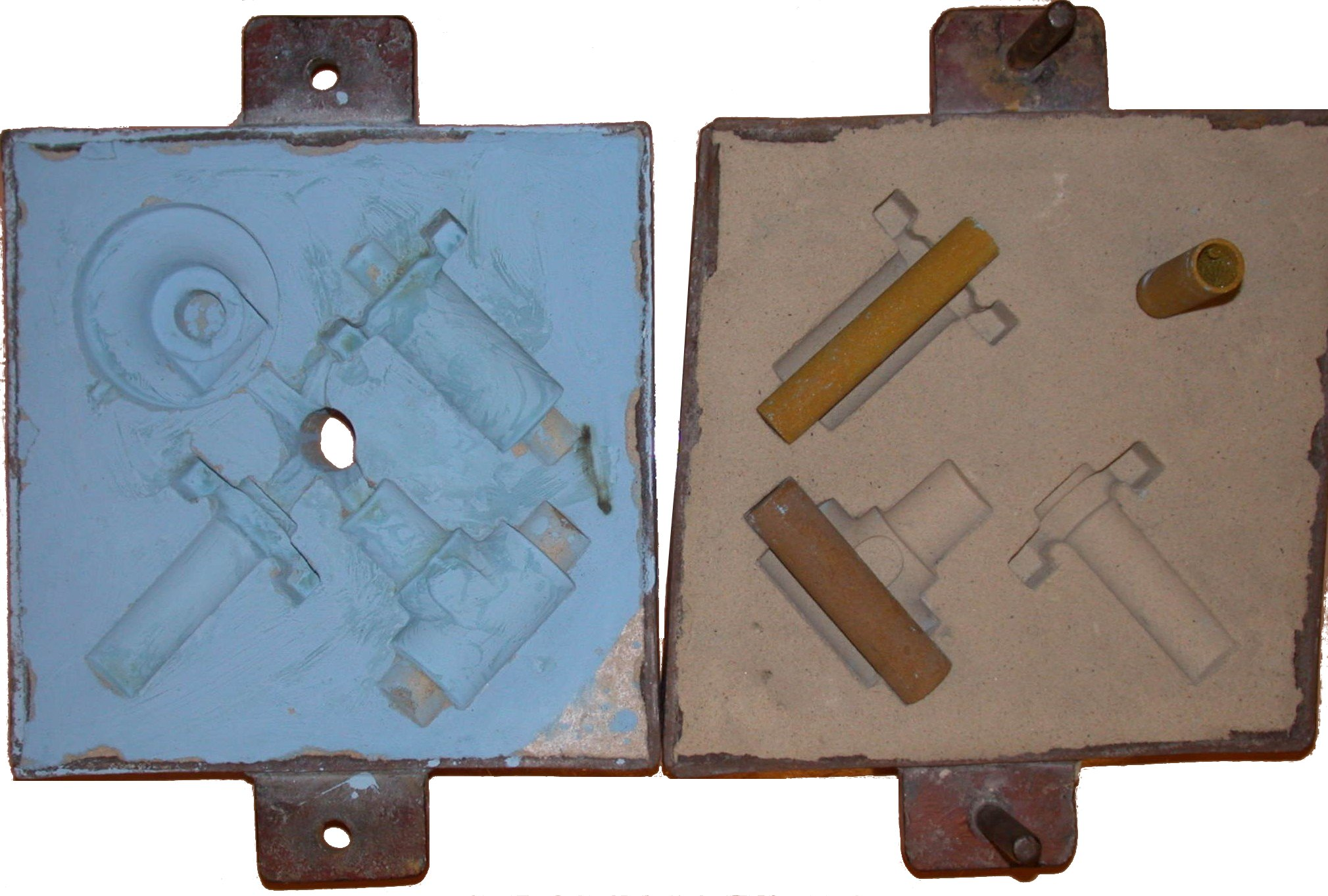
鋳物用の砂型

金属材料を高温で熔解し、砂型などの型に流し込み、冷却後に型から取り出す加工法である。鋳造の利点として、三次元の複雑なものを一体的に製作できること、動力が必要な工作機械が不要なこと、鋳鉄を材料とする場合は切削加工が容易、さらに表面に硬く錆びにくい層（黒皮）が形成されるといった長所がある。
- インベストメント鋳造
- 遠心鋳造
- ダイカスト
- 砂型鋳造
- シェルモールド鋳造

#### 塑性加工

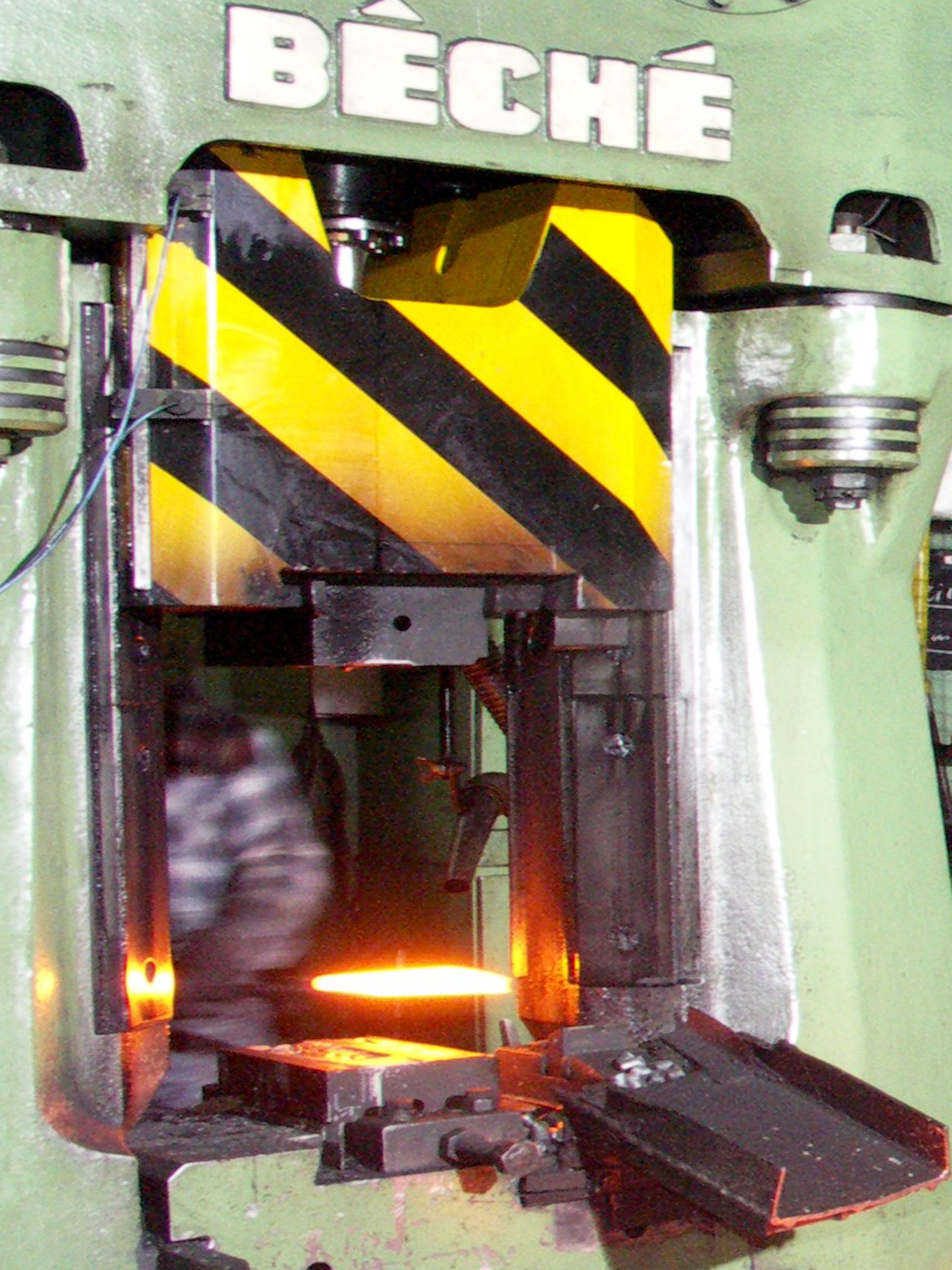
赤熱した金属加工物を鍛造プレス機に挿入したところ

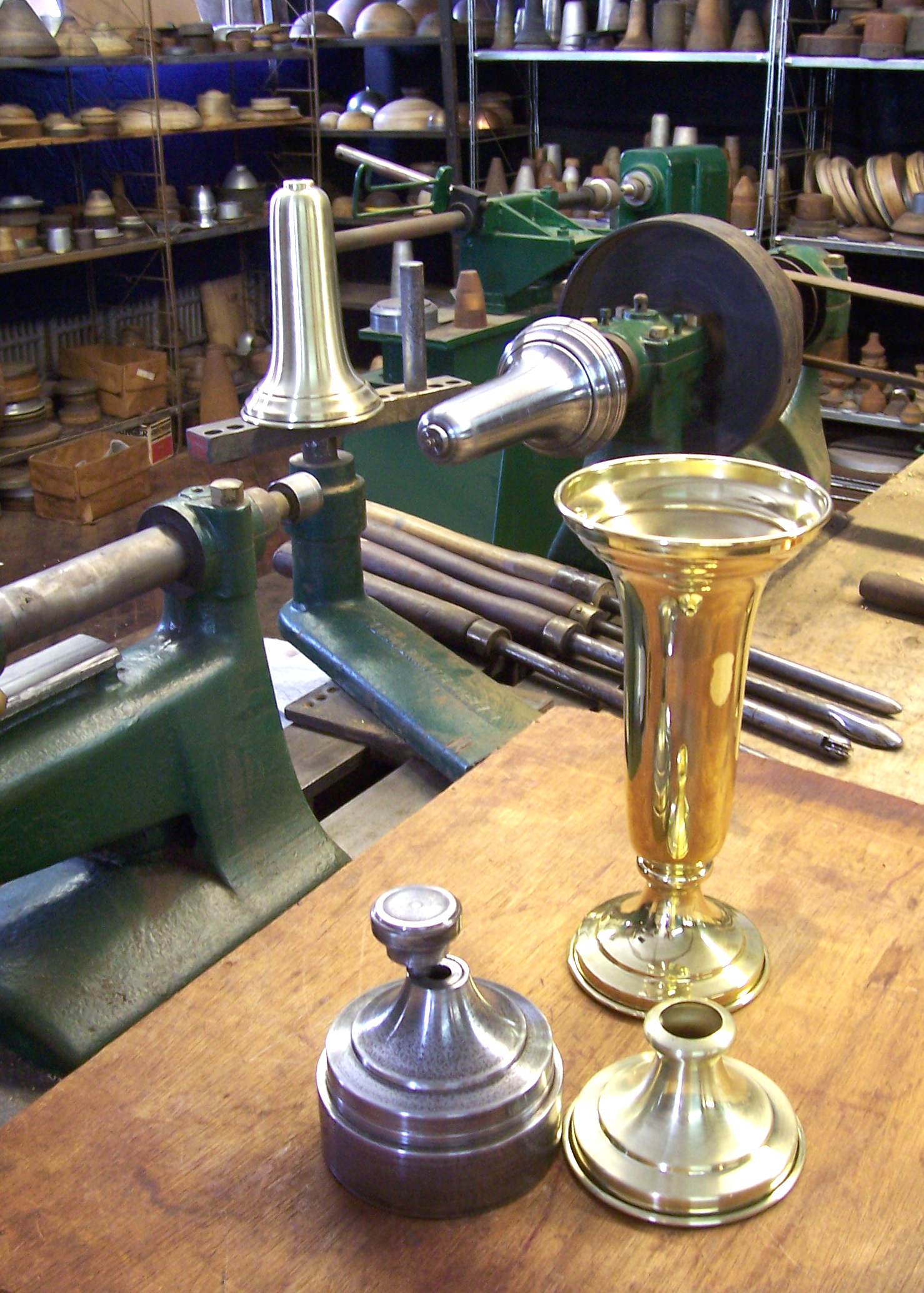
へら絞りのための道具（写真奥）と、その道具を使って作られた真鍮製の花瓶（写真手前）。

金属材料に大きな荷重をかけて変形させると元に戻らなくなる性質（塑性）を利用した加工法である
- 圧延
- 押出成形
- 鍛造
- 絞り加工
- へら絞り
- レリーフ
- 彫金
- プレス加工
- ぎょう鉄

#### 粉末成形
粉末成形には、圧縮成形、焼結、粉末射出成形などが含まれる。
- 粉末冶金

### 除去加工
除去加工は材料の一部を除去する方法で、切削加工、研削加工、特殊加工が含まれる。工具を変えるだけで形状の異なる製品を加工できるため汎用性が高い。一方で材料の歩留まりが悪くなり、材料ロスの多い加工法である。

#### 切削加工

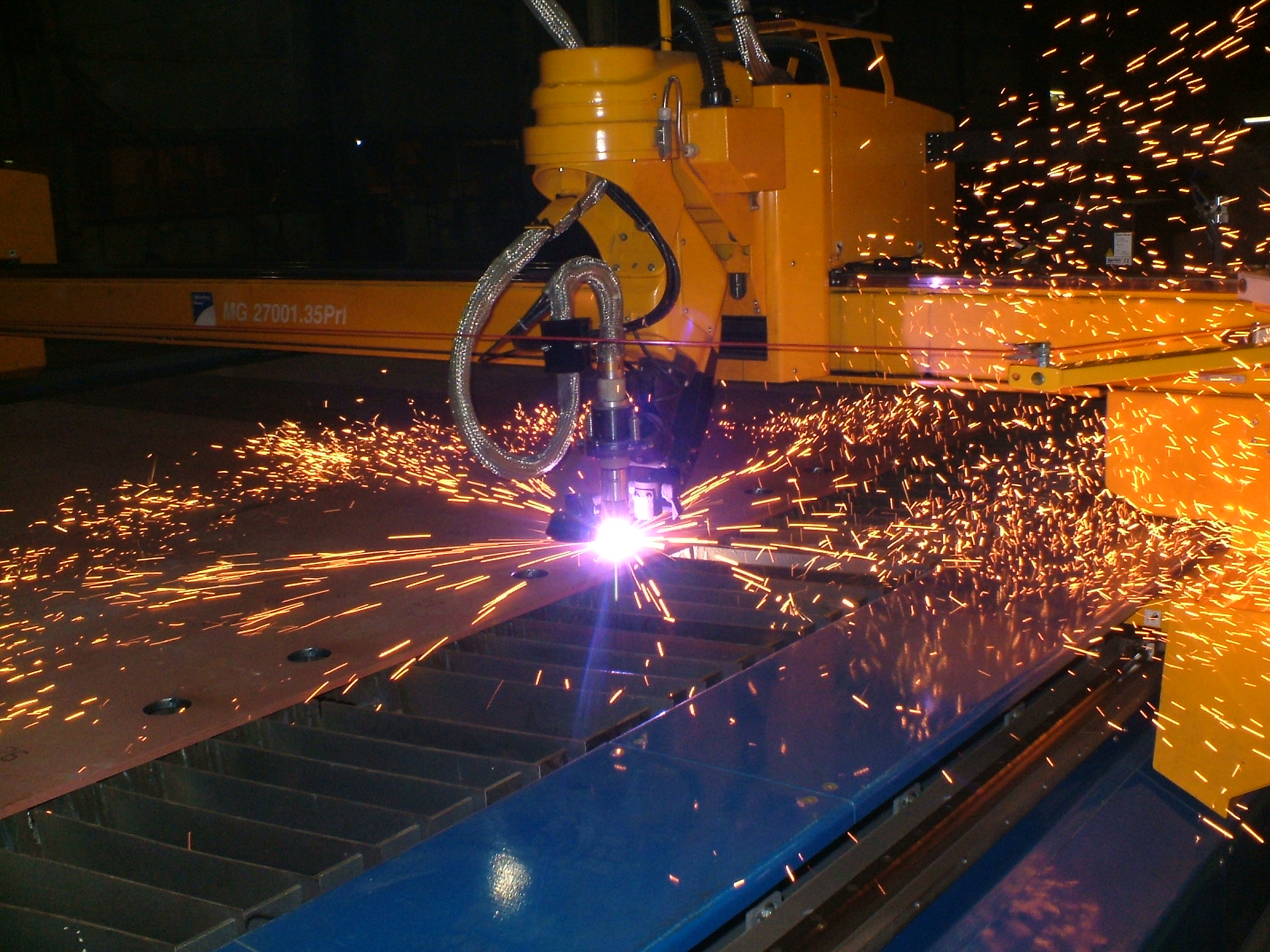
CNCプラズマ切削機械

金属材料に刃先を当てながら移動させ、表面を少しずつ削り取る加工である。切削加工には、旋削、平削り、形削り、穴あけ、リーマ加工、中ぐり、ブローチ加工、フライス加工などがある。高精度な加工、任意の形状および寸法での加工が可能な点が長所であり、他の加工法で作られた部品の仕上げ加工にも用いられる。一方で表面を少しずつ削るため加工時間が長く、加工コストも高いのが短所である。切削時には、工作物や刃物の冷却、工作物・切り屑・刃物の間の摩擦の緩和、加工後のさびの防止まため金属材料に適した切削液を用いる。

#### 研削加工

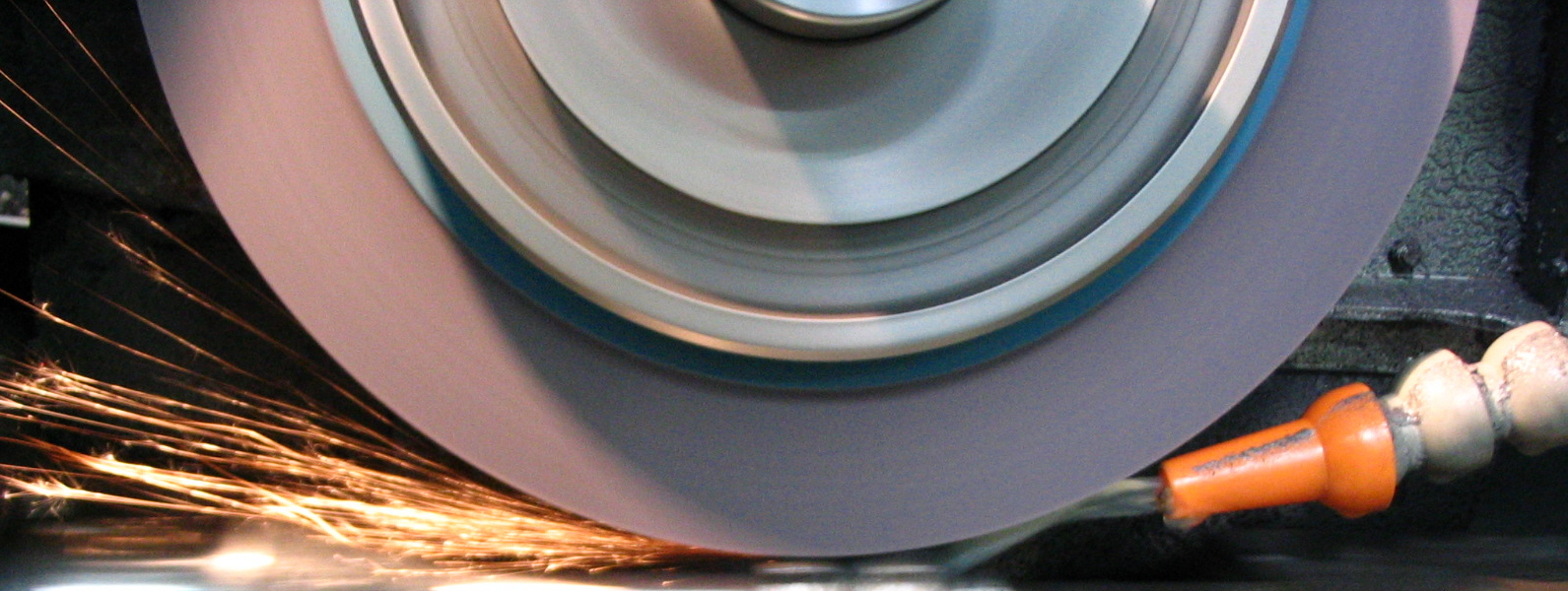
グラインダー

金属材料に砥石を当てて削り取る加工である。熱処理済みの硬い材料や超硬合金などでも高精度で加工できる。切削加工後の仕上げ加工に用いられている。研削加工には、平面研削、円筒研削、内面研削、芯なし研削、ホーニング、ラッピング、バレル研磨などがある。

#### 特殊加工
特殊加工には、放電加工、レーザー加工、電子ビーム加工、超音波加工、化学研磨、電解研磨などがある。

### 付加加工
付加加工は、接合、熱処理、表面処理に分けられる。

#### 接合

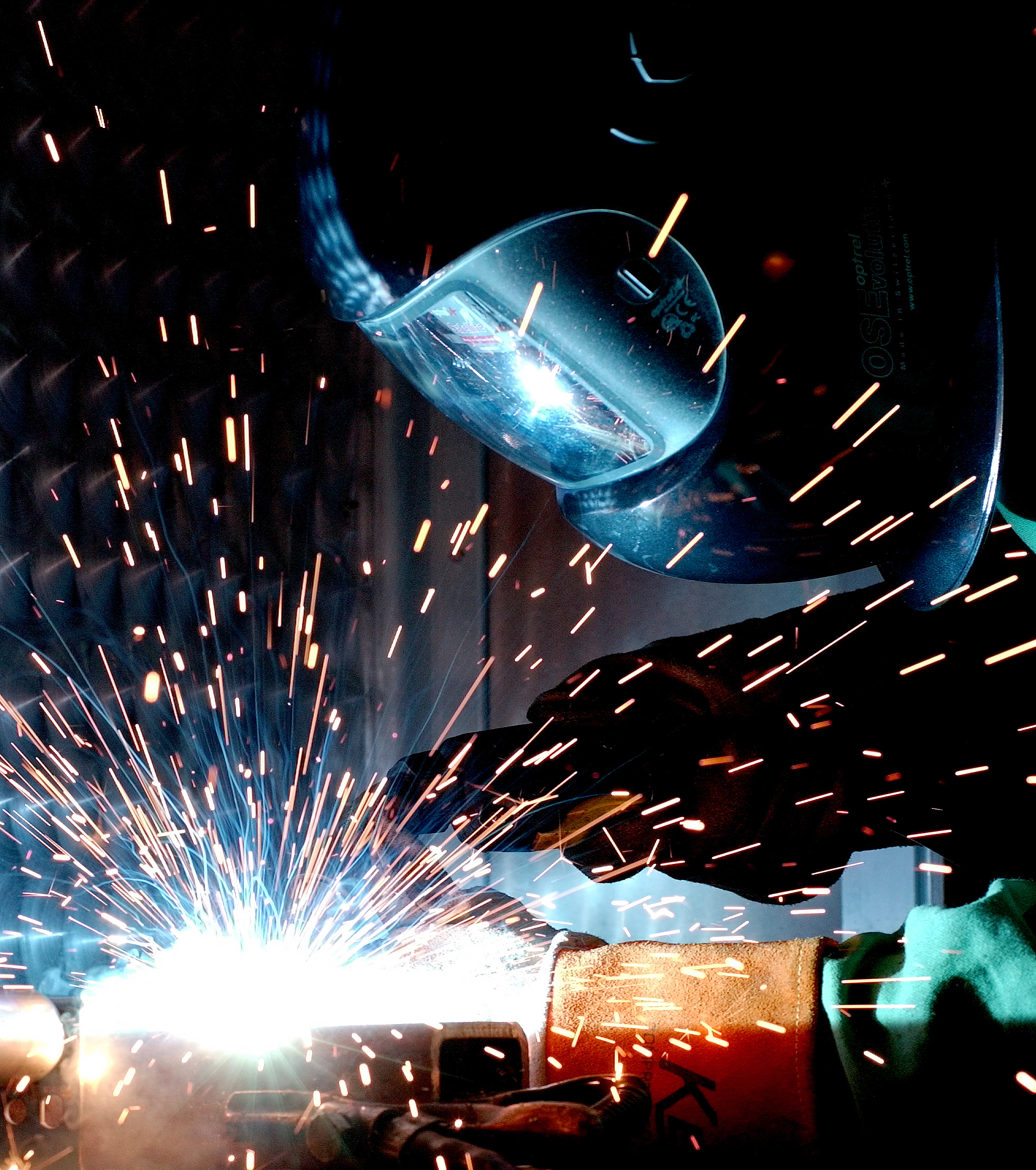
アーク溶接

接合には、ガス溶接、アーク溶接、スポット溶接、拡散接合、ろう付け、接着、圧接、はめ込み、圧入などがある。
- ガス溶接
- アーク溶接
- スポット溶接
- ろう付け

#### 熱処理
熱処理には、焼なまし、焼入れ、焼戻し、浸炭焼入れ、窒化処理などがある。
- 焼きなまし
- 焼入れ
- 焼き戻し

#### 表面処理
表面処理には、電気めっき、化学めっき、陽極酸化、溶融めっき、溶射、塗装、化成処理、PVD、CVDなどがある。
- めっき
  - 電気めっき
- 溶射
- 塗装

## 機械加工
機械加工とは、切削工具や工作機械を使用して、素材や機械部品を所定の寸法・形状に仕上げていく作業をいう。機械加工（法）は、切削加工、塑性加工、付加加工の3つに分類される。あるいは切削加工、研削加工、特殊加工に分類される。

## 金属加工用工具
金属加工用工具は、用途によって、切削工具、造形工具、測定工具、補助工具、設備工具などに分類される。

### 測定

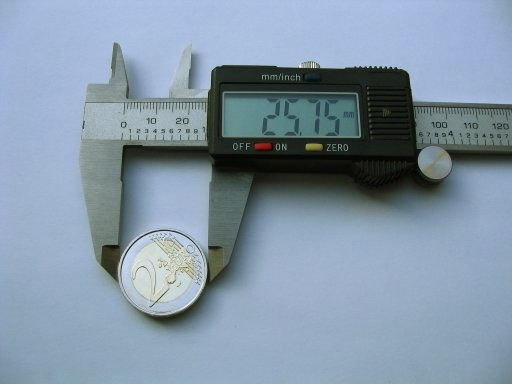
デジタルノギスは短い長さを正確に測定する

設計、加工、検査の各段階で寸法の確認作業が必要であり、外径や厚みなどの外側寸法、内径や隙間などの内側寸法を測定するため、種々の測定工具が用いられる。

### けがき

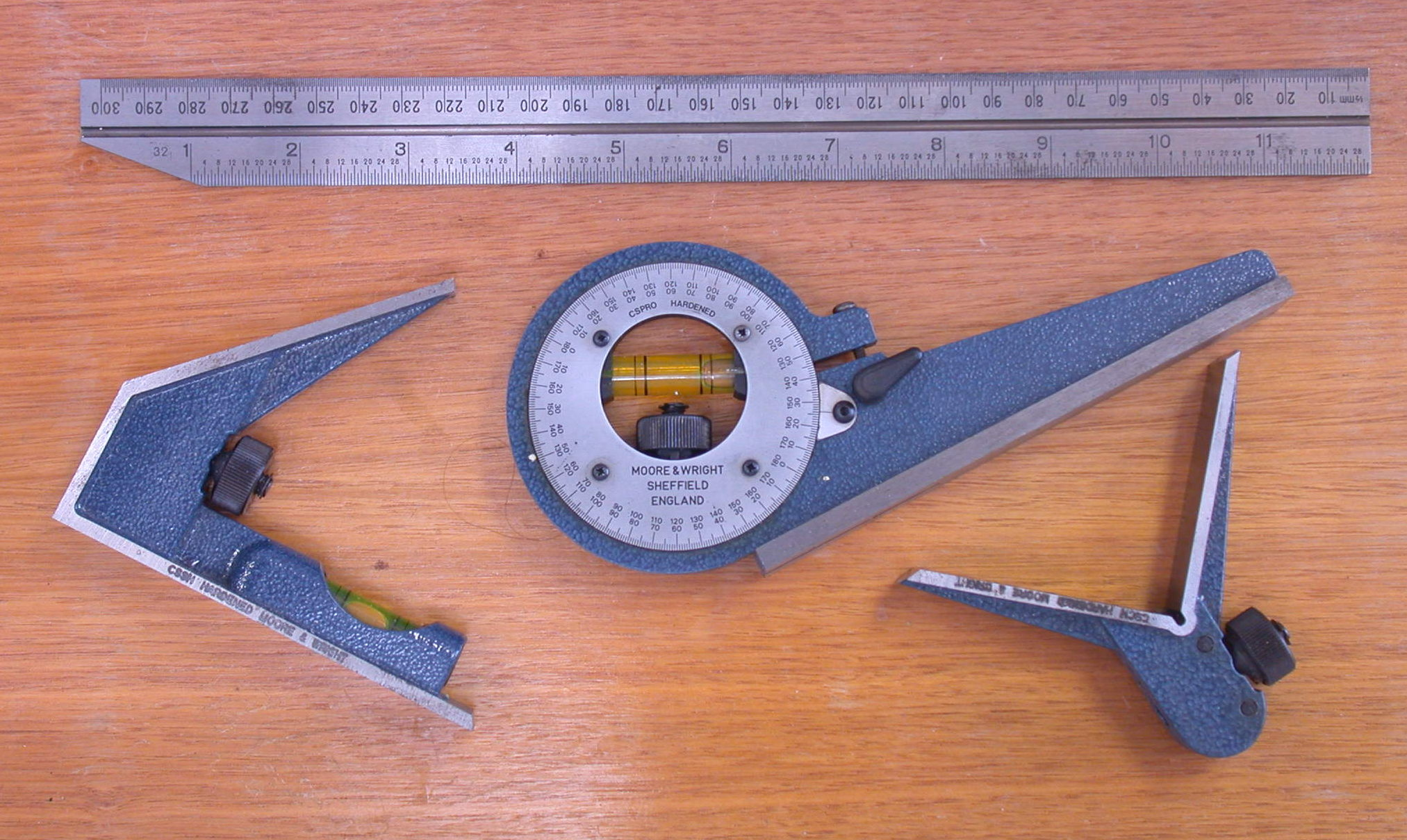
スコヤは設計図を写すのに使われる

工作図に示された工作物の外形線や寸法、加工位置を、工作物の上にかたどる作業をけがきという。
- けがき針
- ポンチ
- トースカン
- スコヤ

### 切断
機械的な力によって局部的に変形、破断、分離させる工具（弓のこ、金切りばさみ、板金用たがね、鍛造用たがね）と、熱によって切断する工具（ガス切断用吹管など）がある。

### 接合
機械的接合に用いる器具にスパナや圧着ペンチがある。また、金属を溶かして接合する冶金的接合の工具に、ろう付用吹管（トーチ）、ガス溶接用吹管（トーチ）、アーク溶接用ホルダなどがある。

### 塑性加工
板金用の工具にハンマー（ハンマ）類や加工物を支持するための台類がある。板金用には木製のハンマと鋼製のハンマがある。打面の形状によって、木製ハンマには、両切、いも、しゅもく、からかみなどがある。また、鋼製のハンマには、ならし、えぼし、いも、からかみ、こしきなどがある。
鍛造用の工具にハンマー（ハンマ）類のほか、金敷（金床）、はし類、へし類、タップ類、せぎり類がある。
- はし類 - 加熱した加工物をつかみ保持するためのもので、カニばし、サキばし、平ばし、角ばし、箱ばし、丸ばしなどがある[9]。
- へし類 - 加工物の上に当てた状態で上からハンマで叩くと必要とする面の形状が得られる道具[9]。平へし、山へし、丸へし、角へしなどがある[9]。
- タップ類 - 加工物を型の形状に加工するための道具で、上型と下型に挟んで上型の上からハンマで叩くと型の形状に成形される[9]。丸タップ、角タップ、勾配（円錐）タップ、玉タップなどがある[9]。
- せぎり類 - 加工物の上に当てた状態で上からハンマで叩くと必要とする溝を付けることができる道具[9]。丸せぎり、三日月せぎり、三角せぎり、曲せぎりなどがある[9]。

### 穿孔
- ポンチ
- ドリル - ハンドドリル、電動ドリル、ボール盤など[9]。
- リーマ - 下穴を広げながら正確な径にしたり、内面を滑らかに仕上げるための道具[9]。
- タップ - めねじを切るための器具[9]。
- エンドミル - 回転しながら穴の径を広げるための器具[9]。

### 切削及び研削
たがね、やすり、バイト、フライスなどがある。

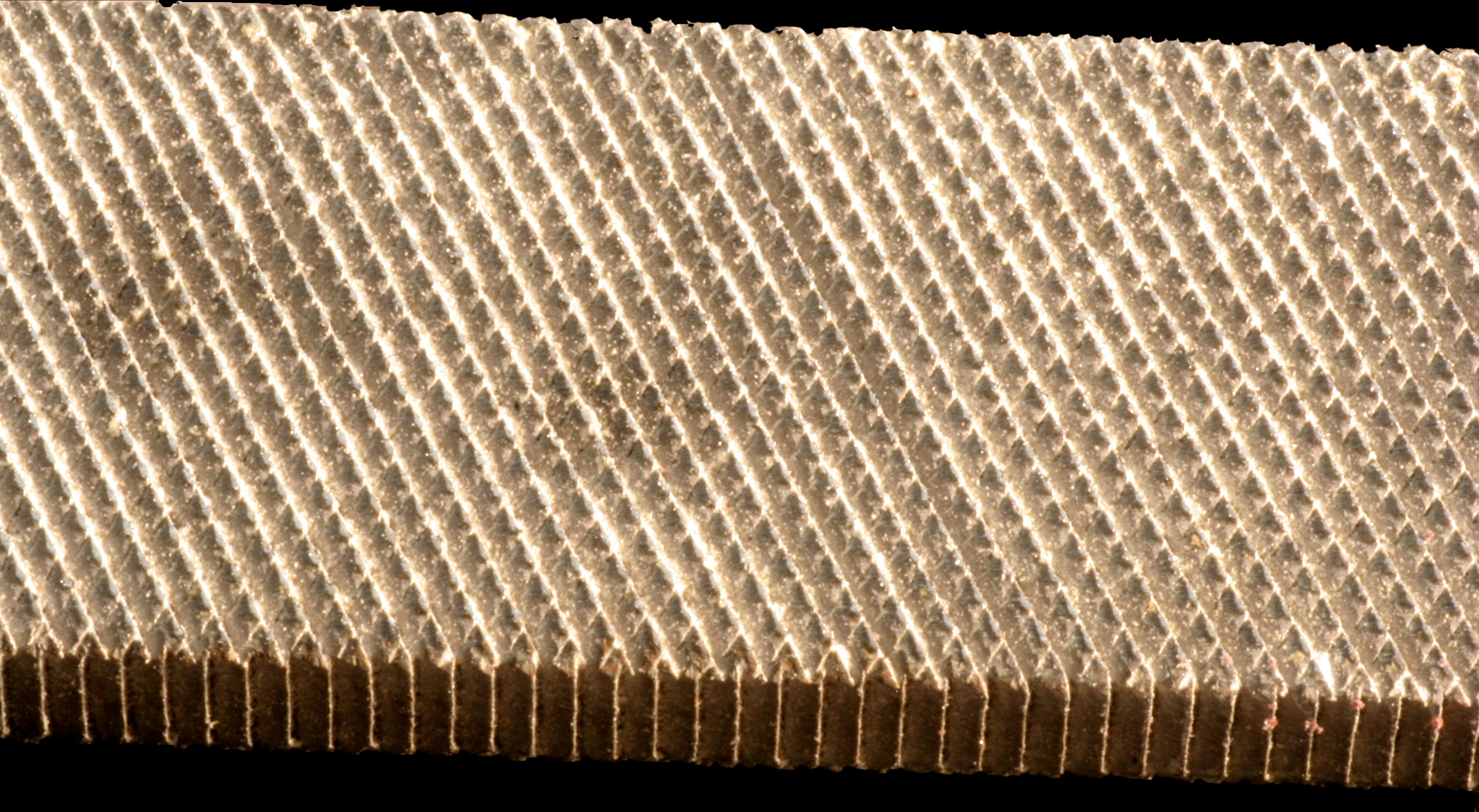
やすりの表面

- たがね - 金属面をはつる（削り取る）のに用いる工具[9]。たがね先端の切刃を工作物に当て、手で柄を保持し、たがねを上からハンマで打って用いる[9]。平たがね、えぼしたがね、油溝たがねなどがある[9]。
- やすり - 目と呼ばれる細かい刻みのある表面を手で加工面に押し付けながら進めることで少しずつ削り取る工具[9]。鉄工やすりは断面の形状によって、平、半丸、丸、角、三角などに分けられる[9]。組やすりは様々な断面を持つやすりが一組になったもので、目の刻み方で複目、単目、波目、鬼目など、目の細かさで粗目、中目、細目、油目に分けられる[9]。

### 研磨
研磨工程は粗研磨のラッピング工程と仕上げ研磨のポリシング工程に分けられる。
ラッピング工程では粗い砥粒と金属などの硬質工具を用いる。ラップ工具は、ある程度砥粒が沈み込む軟らかさがあること、砥粒または工作物と反応しないこと、形状修正が容易であることが望ましいとされている。
研磨に用いる金属加工用工具には、きさげ、研削砥石、バフ、ラップなどがある。

## 工作機械
工作機械とは、主として金属の工作物を、切削、研削などにより不要部を取り除き、所要の形状に作り上げる機械をいう。また、狭義には金属工作機械をいう。通常は鍛造、圧延などの機械は含めない。

### 旋盤

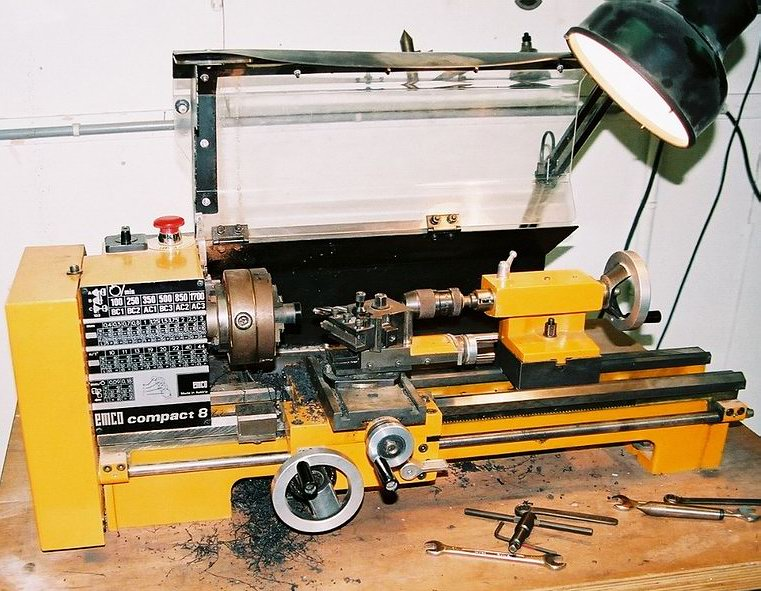
金属加工用の旋盤

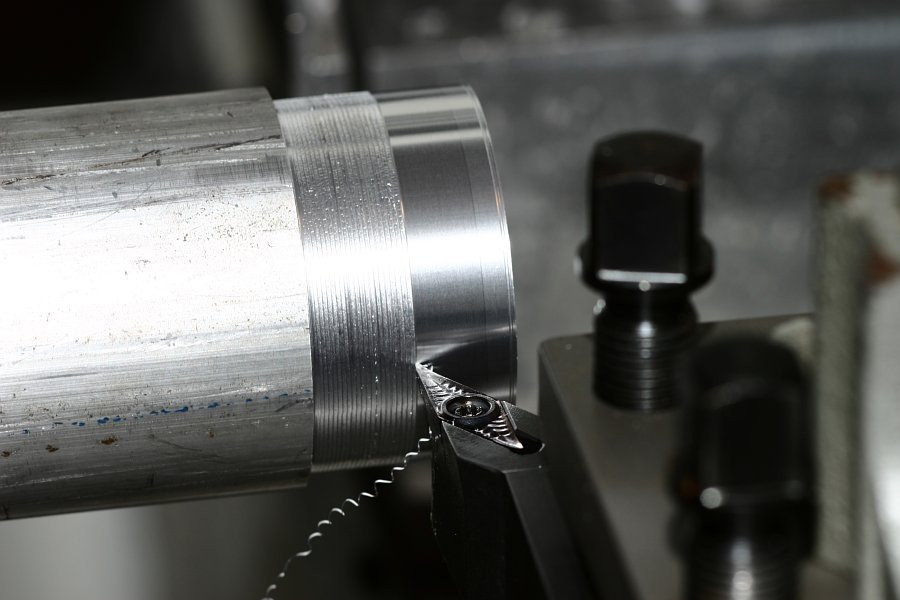
旋盤で切削加工中の様子

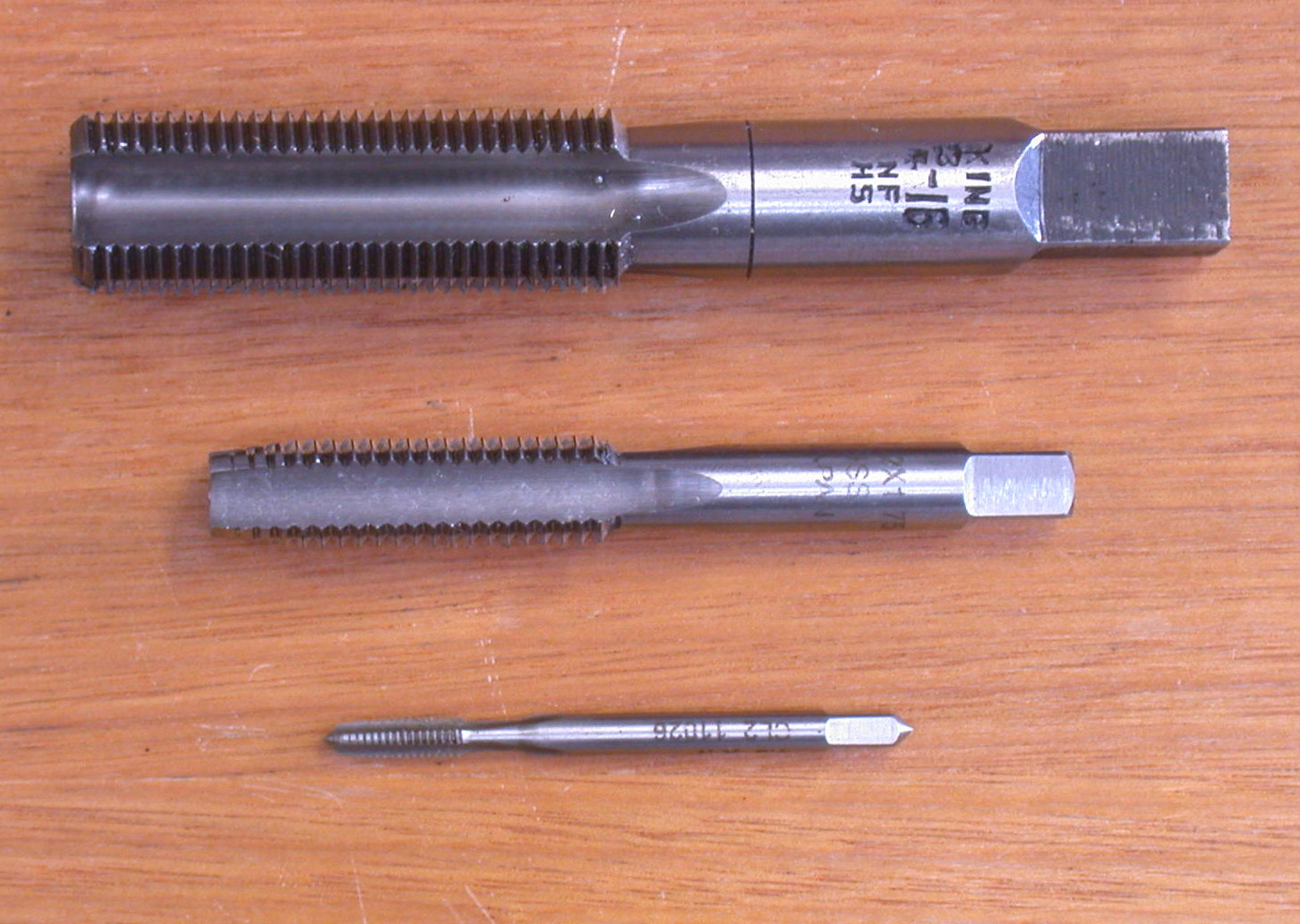
3種類のタップ

旋盤は、加工対象物をチャックと呼ばれる土台で支持し、これを回転させてバイトと呼ばれる工具で切削加工する機械である。
旋盤加工（ターニング）は、1点を削る工具を使って円筒状の表面を作り出す切削加工である。対象物を1つの軸を中心に回転させ、軸に対して垂直に、または軸方向に工具を接近させて削っていく。回転軸に対して垂直な面を削りだすことを「面削り (facing)」と呼ぶ。軸に対して放射状の方向からの切削と軸方向の切削を組み合わせて表面を削りだすことを「プロファイル加工 (profiling)」と呼ぶ。
旋盤では他に次のような加工ができる。
- 面取り: 円筒の角の部分を削る。
- 突切り: 軸に対して工具を放射方向から軸に向けていき、部品の一方の端を切り離す。
- ねじ切り: 対象物にねじ（雄ネジまたは雌ネジ）を切る。
- 中ぐり: 回転軸に開けた穴を大きくする。
- 穴あけ: 対象物の軸にドリルで穴を開ける。
- ローレット切り: 手で握る部分を意図して一定の斜交パターンを表面につける。

旋盤の重要な役割にねじ切りがあるが、工作物の回転と刃物台の移動を同期させることができる旋盤に独特の作業である。なお、旋盤で製作が困難な小型のねじの場合は、タップとダイスなどを用いて製作する。

### フライス盤

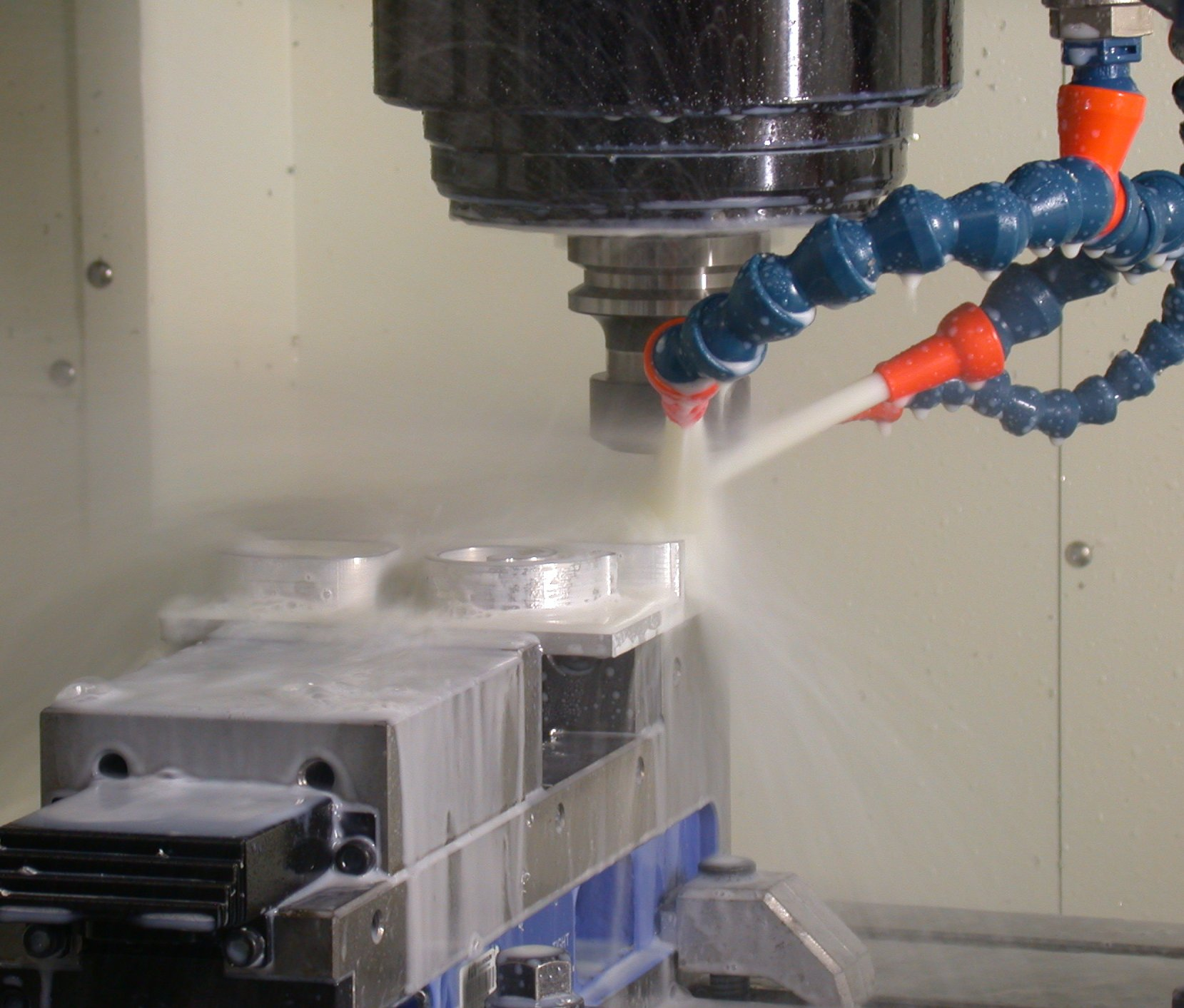
動作中のフライス盤。冷却材が噴射されているのがわかる。

フライス盤は、エンドミルなどの切削工具を回転させ、加工対象物を切削していく機械である。フライス盤には刃物の回転軸が縦のものと横のものがある。

### ボール盤
ボール盤は、加工対象物に対する穴あけ加工に特化した機械。ネジ穴など比較的小さい径の孔をあけるのに用いる。

### 研削盤

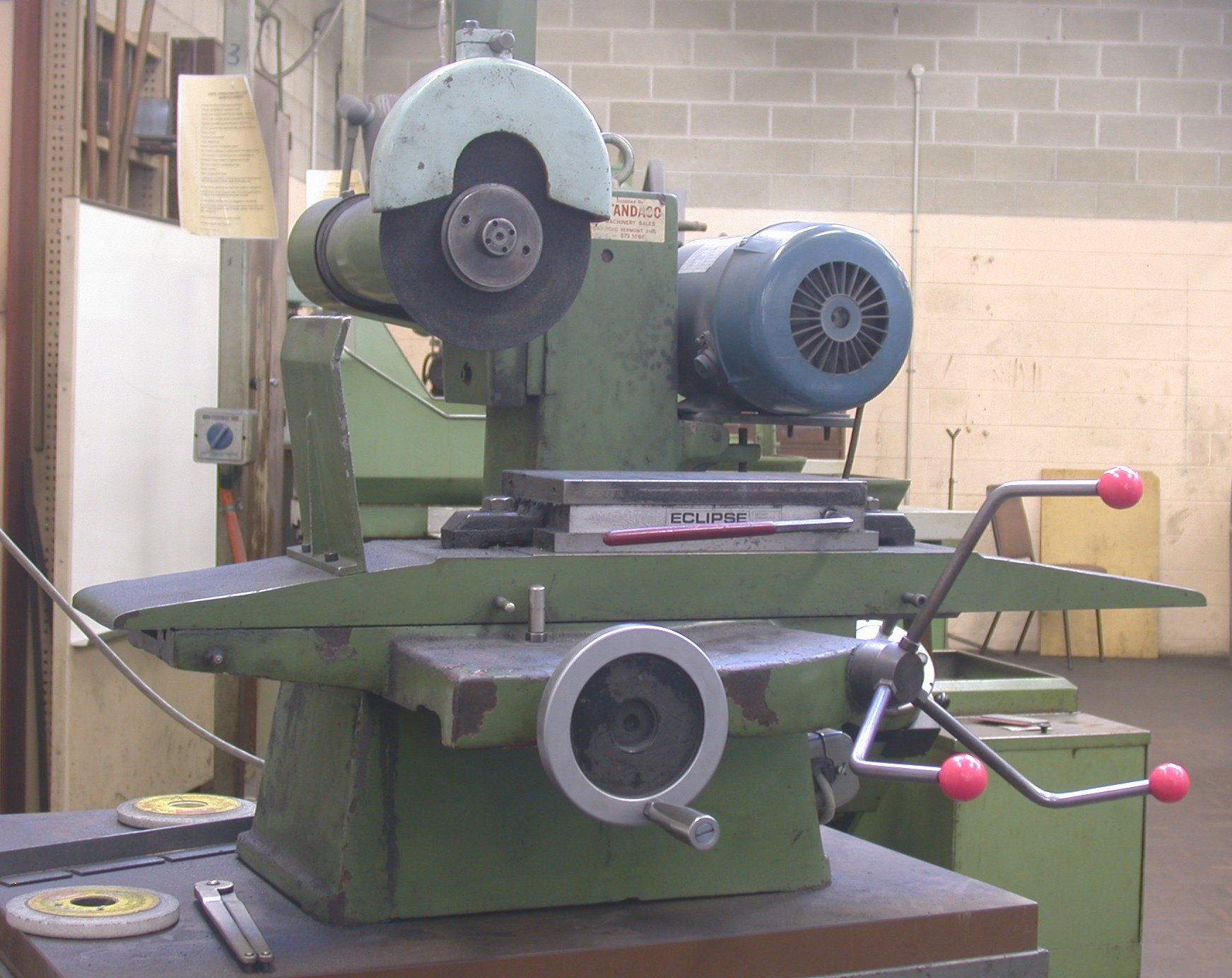
グラインダー

研削盤（グラインダー）は、高速で回転させた砥石を加工対象部に少しずつ接触させ、表面を削りながら仕上げる機械。

## 金属素材と金属加工の対応
|                                                                       | 材質 | 材質 | 材質         | 材質 | 材質         | 材質     | 材質     | 材質   | 材質 |
| 工程                                                                  | 鉄   | 鋼   | アルミニウム | 銅   | マグネシウム | ニッケル | 超硬合金 | チタン | 亜鉛 |
| --------------------------------------------------------------------- | ---- | ---- | ------------ | ---- | ------------ | -------- | -------- | ------ | ---- |
| 砂型鋳造                                                              | ○    | ○    | ○            | ○    | ○            | ○        |          |        | △    |
| 金型鋳造                                                              | ○    | △    | ○            | △    | ○            | △        |          |        | △    |
| ダイカスト                                                            |      |      | ○            | △    | ○            |          |          |        | ○    |
| インベストメント鋳造                                                  |      | ○    | ○            | ○    | △            | △        |          |        |      |
| 型鍛造                                                                |      | ○    | △            | △    | △            | △        | △        | △      |      |
| 押出成形                                                              |      | △    | ○            | ○    | ○            | △        | △        | △      |      |
| 冷間圧造                                                              |      | ○    | ○            | ○    |              | △        |          |        |      |
| プレス加工と絞り加工                                                  |      | ○    | ○            | ○    | △            | ○        |          | △      | △    |
| ねじ切り                                                              | △    | ○    | ○            | ○    | △            | ○        | △        | △      | △    |
| 粉末冶金                                                              | ○    | ○    | △            | ○    |              | △        | ○        | △      |      |
| 凡例: ○ = よく行われる、△ = 若干困難を伴う、空白 = あまり推奨できない |      |      |              |      |              |          |          |        |      |

## 金属加工が特に盛んな地域
ドイツ
- ゾーリンゲン

日本
- 燕市、三条市（新潟県）
- 関市（岐阜県）
- 大田区
- 東大阪市
- 久世郡久御山町（京都府）

## 関連書籍
- 田中和明『図解入門 よくわかる最新金属の基本と仕組み―性質、加工、生産、表面処理の基礎知識 初歩から学ぶ金属の常識』秀和システム, 2006, ISBN 4798014869
- 木村尚『粉末冶金―その歴史と発展』アグネ技術センター, 1999, ISBN 4900041742
- 大和久重雄『熱処理のおはなし』日本規格協会, 1982, ISBN 4542901084
- 山下恒雄『鍛金の実際―美しい形をつくり出す手と槌の技法』美術出版社, 1978, ASIN B000J8OEKU
- 香取正彦『金工の伝統技法』理工学社, 1986, ISBN 4844585509